# Pauli Aapeli Janhonen
Pauli Janhonen (Jyväskylä, 20 ottobre 1914 – Jyväskylä, 30 novembre 2007) è stato un tiratore a segno finlandese.

## Palmarès

### Olimpiadi
- 1 medaglia:
  - 1 argento (Londra 1948 nella carabina 300 metri tre posizioni)